# الکس پورتیلو
الکس پورتیلو (انگلیسی: Álex Portillo؛ زادهٔ ۶ نوامبر ۱۹۹۲) بازیکن فوتبال اهل اسپانیا است.